# Сірчана промисловість України
Сірчана промисловість України

## Історія
Становлення сірчаної промисловості належить до 1950-х років, коли був відкритий Передкарпатський сірконосний басейн. Перша продукція була отримана в 1958 році на Роздольському гірничохімічному комбінаті (сьогодні ВО «Сірка»). Її видобуток здійснювався відкритим способом. У 1970 році на Яворівському родовищі поряд з кар'єрним способом стало застосовуватися підземне виплавляння сірки. Виготовляють сірку грудками, рідку і мелену. Перспективи галузі, пов'язані з виготовленням гранулярної і полімерної сірки і впровадженням безвідходної технології для переробки залишків флотації в добрива, а розкривних порід — у будівельні матеріали.

## Сучасні промислові потужності
Роздольське та Яворівське ВТ «Сірка» експлуатують родовища сірки у Передкарпатському прогині. Видобуток здійснюється відкритим способом та підземною виплавкою. Виробляється грудкова, рідка і молота, а також ґранульована та полімерна сірка. Перспективи галузі пов'язані з впровадженням безвідходної технології для переробки хвостів флотації на добрива, а розкривних порід — у будівельні матеріали.